# Shigeru Ishiba

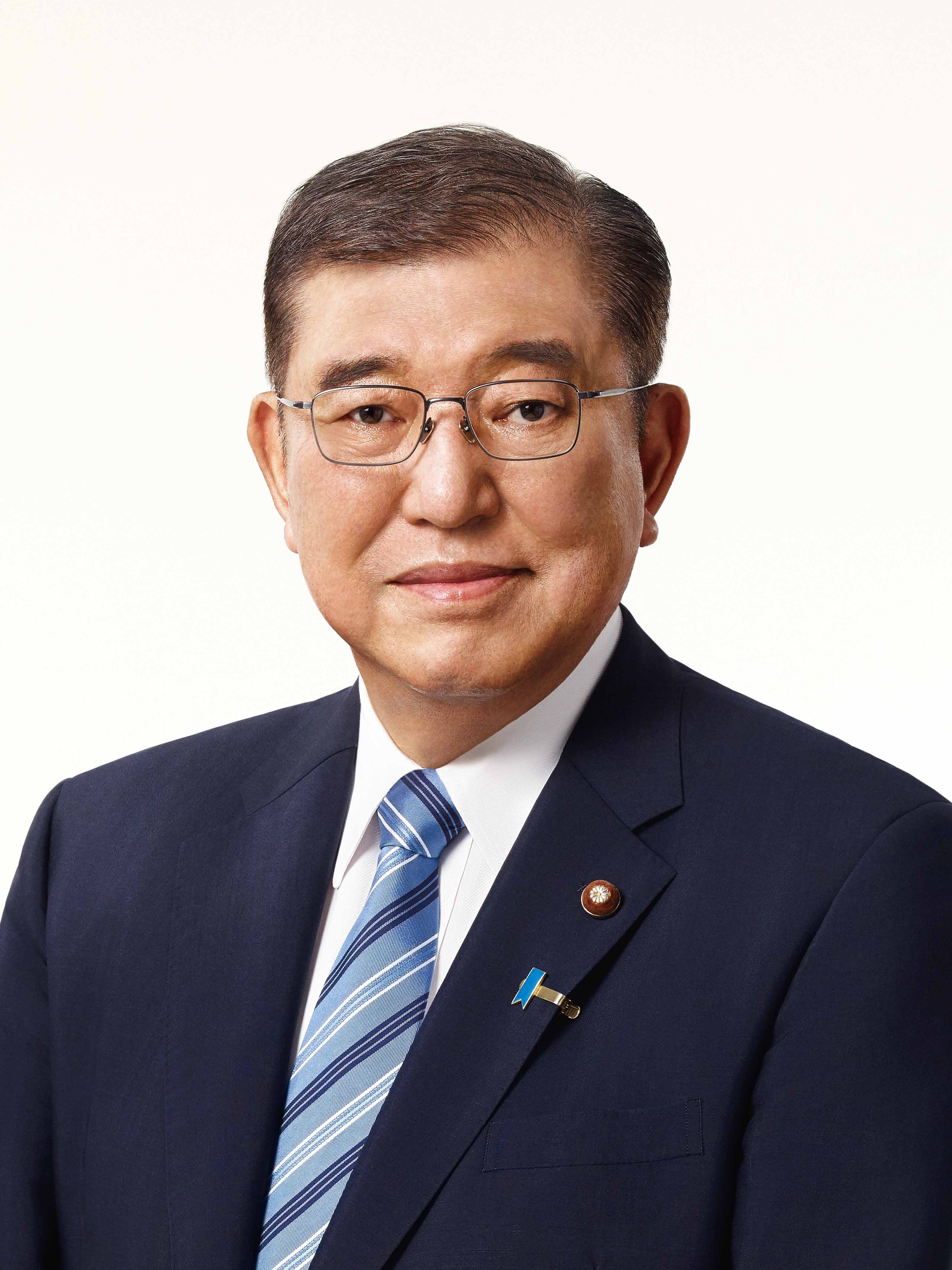
Shigeru Ishiba (2024)

Shigeru Ishiba (jap. 石破 茂 Ishiba Shigeru; * 4. Februar 1957 in Kōge, Landkreis Yazu, Präfektur Tottori) ist ein japanischer Politiker. Er ist Vorsitzender der regierenden Liberaldemokratischen Partei (LDP). Seit dem 1. Oktober 2024 ist er Premierminister Japans.
Zuvor war er zweimalig Verteidigungsminister und Generalsekretär der Liberaldemokratischen Partei (LDP). Seit 1986 ist er Abgeordneter im Unterhaus für den 1. Wahlkreis der Präfektur Tottori. Innerhalb der LDP gehörte er früher der Nukaga-Faktion an und führte von 2015 formal bis 2020 die Ishiba-Faktion.

## Leben

### Familie

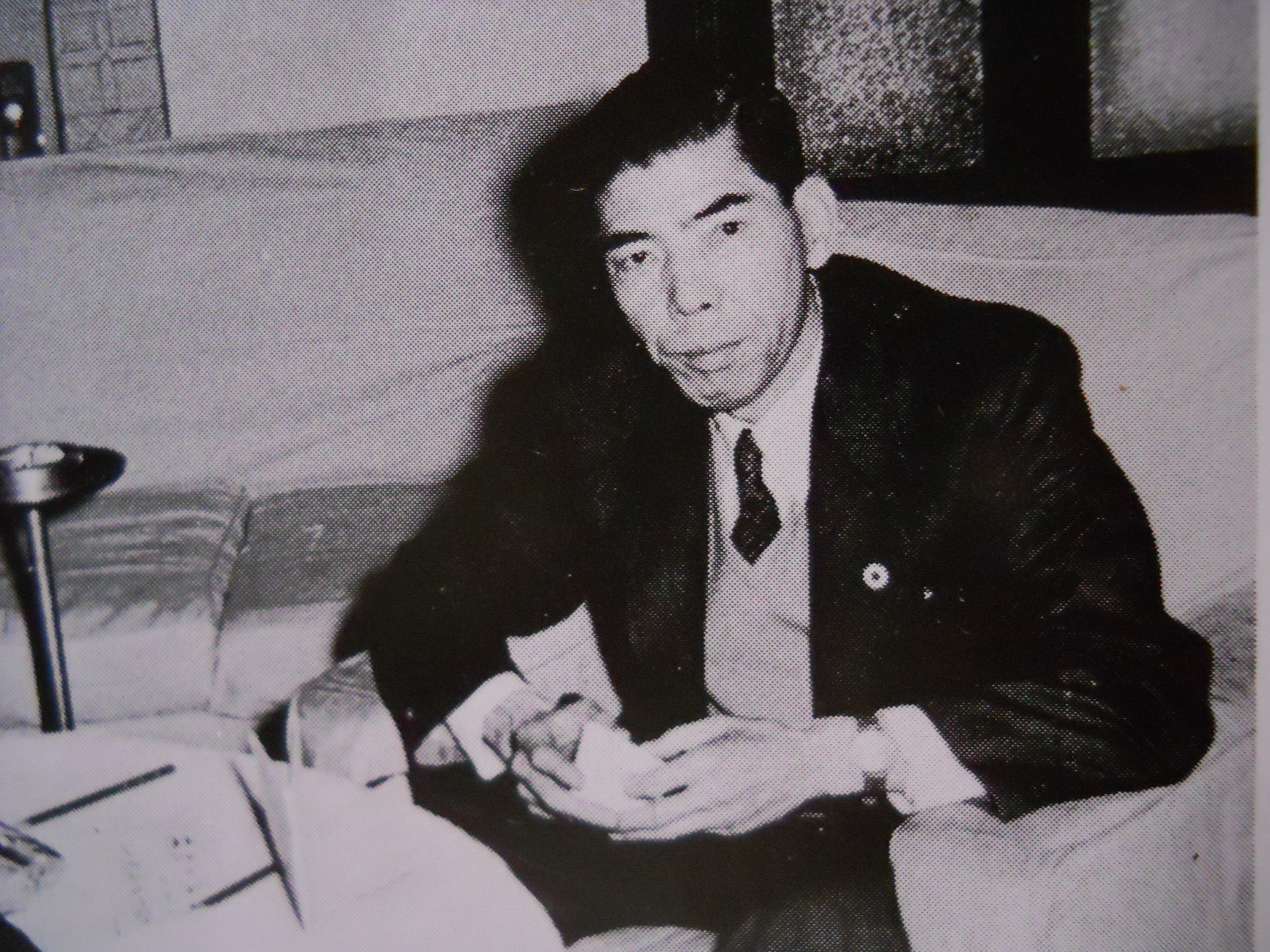
Vater Jirō Ishiba 1956, damals noch beamteter Staatssekretär im Bauministerium

Shigeru Ishiba ist der älteste Sohn von Jirō Ishiba, einem ehemaligen Gouverneur von Tottori und Innenminister. Ishibas Großvater mütterlicherseits, Tarō Kanamori, war Gouverneur von Tottori und Yamagata. Dessen Vater war ein protestantischer Pfarrer; Shigeru Ishiba ist ebenfalls gläubiger Protestant.

### Ausbildung und berufliche Laufbahn
Ishiba studierte Rechtswissenschaft an der Keiō-Universität und arbeitete nach seinem Abschluss für die Mitsui Bank (heute Sumitomo Mitsui Financial Group). 

### Politische Karriere
1986 wurde er im SNTV-Viermandatswahlkreis Tottori, der die ganze Präfektur umfasste, ins Unterhaus gewählt. Seit 1996 repräsentiert er den Einmandatswahlkreis 1, der den Osten Tottoris umfasst. Er gehörte in der LDP zunächst zur Tanaka-Faktion. Bei der Unterhauswahl 2024 errang Ishiba seinen 13. Wahlsieg in Serie.
1994 verließ Ishiba die LDP und schloss sich der Shinseitō von Ichirō Ozawa und Tsutomu Hata an, die später in der Shinshintō aufging. Nachdem die LDP die Regierung wieder fest kontrollierte, kehrte er 1997 in die Partei zurück und wurde Mitglied der Obuchi-Faktion (der heutigen Motegi-Faktion).

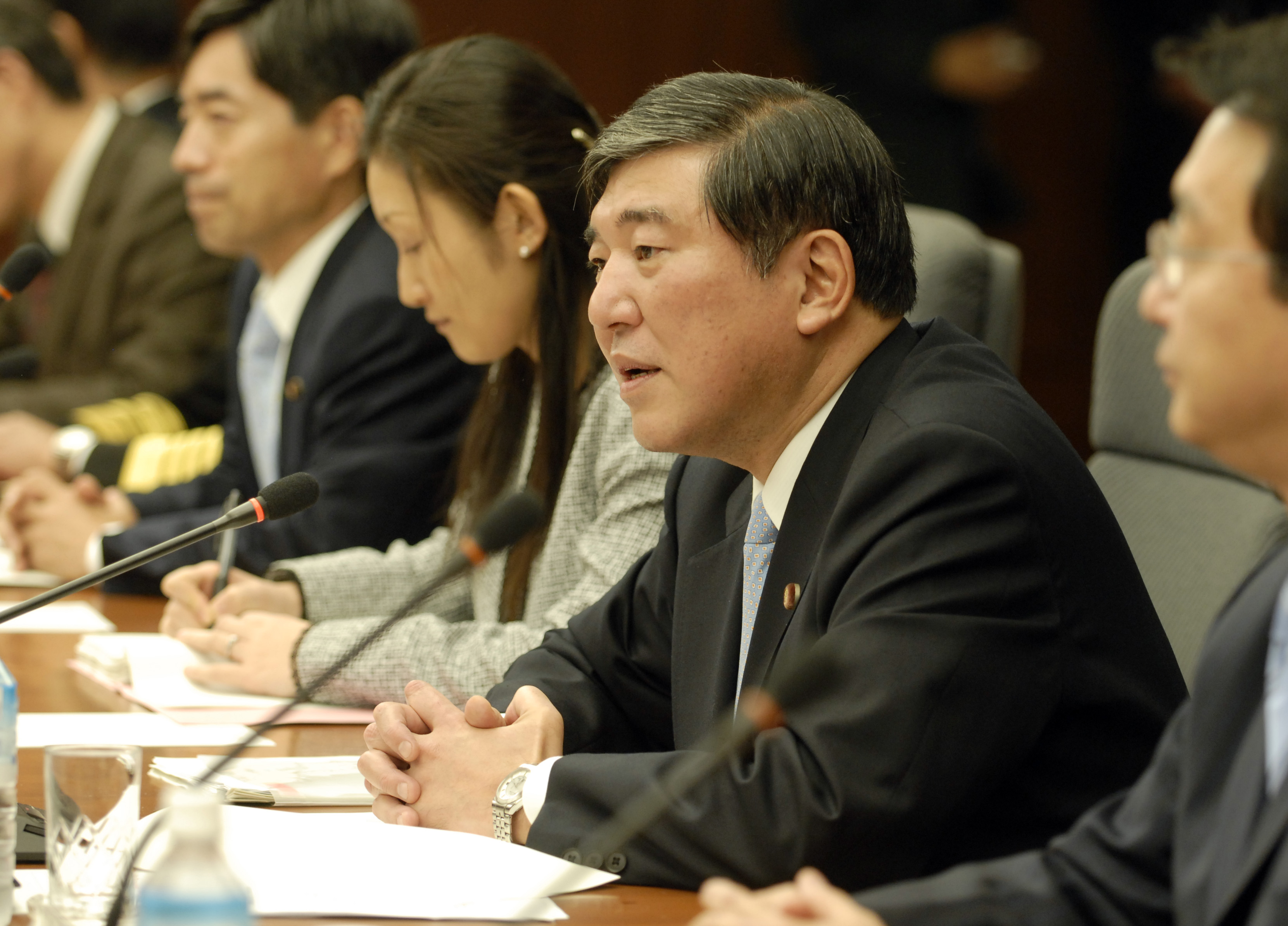
Shigeru Ishiba als Verteidigungsminister im November 2007

Von Dezember 2000 bis April 2001 war Ishiba Staatssekretär in der Verteidigungsbehörde (dem Vorläufer des Verteidigungsministeriums), von September 2002 bis April 2004 dann ihr Leiter. In dieser Funktion war er maßgeblich an der Vorbereitung und Durchführung des Irakeinsatzes der Selbstverteidigungsstreitkräfte beteiligt, den er deutlich befürwortete. Am 22. Februar 2008 kündigte Ishiba an, er werde als Verteidigungsminister zurücktreten, sollte sich herausstellen, dass sein Ministerium an einer möglichen Vertuschung der Kollision der Atago, eines Aegis-Zerstörers der Atago-Klasse, mit einem Fischerboot beteiligt gewesen war. Bei der Kabinettsumbildung im August 2008 wurde Ishiba durch Yoshimasa Hayashi (LDP, Koga-Faktion) ersetzt.
2008 kandidierte Ishiba bei der Wahl zum LDP-Vorsitzenden, erhielt aber nur den fünfthöchsten Stimmenanteil. Von September 2008 bis September 2009 war er im Kabinett Asō Minister für Landwirtschaft, Forsten und Fischerei. Von 2009 bis 2011 erhielt er als PARC-Vorsitzender eines der „drei Parteiämter“ (tō-san’yaku).
2012 kandidierte er bei der Wahl eines Nachfolgers von Sadakazu Tanigaki erneut für den Parteivorsitz. Er führte zwar im ersten Wahlgang, in dem die Delegierten aus den Präfekturverbänden stimmberechtigt sind, unterlag aber in der Stichwahl, in dem nur Abgeordnete aus beiden Kammern des nationalen Parlaments abstimmen, Shinzō Abe. Abe berief ihn anschließend zum Generalsekretär. Bei der Kabinettsumbildung im September 2014 bot ihm Abe den Ministerposten für die neue Sicherheitsgesetzgebung zur kollektiven Verteidigung an, den Ishiba aber ablehnte. Er wurde daraufhin Minister für „nationale strategische Sonderzonen“ (国家戦略特別区域, kokka senryaku tokubetsu kuiki), die die Regierung Abe als Teil ihrer Wirtschaftsförderungspolitik eingerichtet hat und behielt diesen Posten bis einschließlich zur ersten Umbildung des Kabinetts Shinzō Abe III. Ishibas Nachfolger als LDP-Generalsekretär wurde im September 2014 Sadakazu Tanigaki. Ishiba steht, wie Premier Abe und weitere Kabinett- und LDP-Parteimitglieder, der als revisionistisch geltenden Nippon Kaigi nahe.
Am 28. September 2015 gründete Ishiba die Suigetsu-Faktion (auch bekannt als Ishiba-Faktion) (水月会 Suigetsu-kai bzw. 石破派 Ishiba-ha), um bei den Wahlen des LDP-Vorsitzenden die für eine Kandidatur benötigten 20 Unterstützer zu haben. Bisher (2017) hat die Ishiba-Faktion jedoch lediglich 19 Mitglieder, darunter befinden sich z. B. Yūji Yamamoto, Ichirō Kamoshita oder Norihisa Tamura. Sie war am zwischen August und November 2017 regierenden zum dritten Mal umgebildeten dritten Kabinett Abe mit Ken Saitō als Landwirtschaftsminister beteiligt.
Ishiba galt innerhalb der LDP als einer der größten Gegner von Premierminister Abe und distanzierte sich von mehreren seiner Standpunkte. Beispielsweise hielt Ishiba es im Gegensatz zu Abe nicht für nötig, die japanische Verfassung bis 2020 zu ändern, und kritisierte Abes eiliges Vorgehen. Zudem forderte er einen radikaleren Ansatz, bei dem Absatz 2 des Artikels 9 gestrichen wird und die Selbstverteidigungsstreitkräfte ausdrücklich als Streitmacht anerkannt werden. Auch die Abenomics sah Ishiba problematisch und fordert eine Eindämmung der quantitativen Lockerung durch die Zentralbank sowie eine Konzentration der Konjunkturpolitik auf die Steigerung von Gehältern und Investitionen. Sozialpolitisch steht er Abe nah und teilte beispielsweise dessen Ansicht, dass umfangreiche soziale Maßnahmen zur Erhöhung der Geburtenrate ergriffen werden müssen.

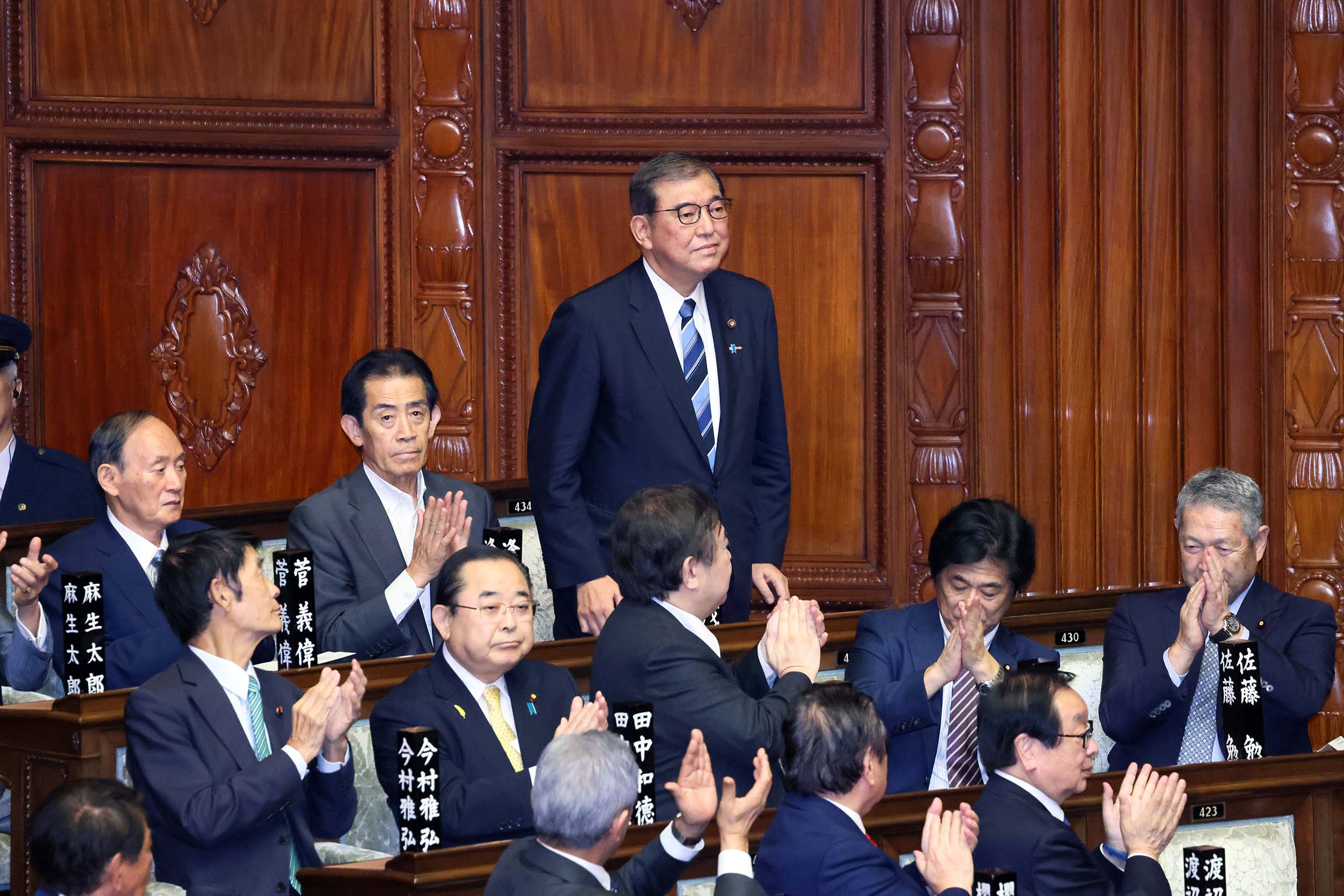
Shigeru Ishiba bei seiner Wahl zum Premierminister im Oktober 2024

Im September 2018 kandidierte Ishiba abermals für den Parteivorsitz und unterlag dabei deutlich Amtsinhaber Abe. Insbesondere unter den nationalen Abgeordneten schnitt er schlecht ab (73 von 402 Stimmen), während er bei den „einfachen“ Parteimitgliedern vergleichsweise dicht hinter Abe lag (286.003 von 641.490 Stimmen).  Am 28. August 2020 gab Abe bei einer Pressekonferenz bekannt, dass er aufgrund seines verschlechterten Gesundheitszustandes vom Amt des Premierministers und Parteivorsitzenden zurücktrete. Die Entscheidung dazu habe er am 24. August nach Beratungen mit seinen Ärzten getroffen und wolle bis zur Ernennung eines Nachfolgers die Amtsgeschäfte weiter leiten. Abe schied am 16. September 2020 aus dem Amt aus. Als Ministerpräsident (und Generalsekretär der Liberaldemokratischen Partei LDP) folgten Abe Yoshihide Suga (14. September 2020 – 4. Oktober 2021) und Fumio Kishida (4. Oktober 2021 – 1. Oktober 2024).
Kishida erklärte am 14. August 2024, im September 2024 nicht erneut für das Amt des Vorsitzenden der LDP zu kandidieren. Die LDP solle so ein neues Gesicht an der Spitze erhalten. Ende September 2024 wählte die LDP den früheren Verteidigungsminister Shigeru Ishiba zu ihrem neuen Vorsitzenden. Er wurde am 1. Oktober 2024 vom Parlament zum Premierminister gewählt. Er bildete das Kabinett Ishiba I.
Kurz nach der Wahl zum LDP-Vorsitzenden veröffentlichte Ishiba über das Hudson Institute in einem Essay seine Vorstellungen über die künftige Verteidigungspolitik Japans. Danach plädiert er zur Verbesserung japanischer Abschreckungs- und Reaktionsfähigkeit für den Aufbau einem der NATO ähnlichem Bündnis vor dem Hintergrund eines angespannten Verhältnisses zu Russland, China und Nordkorea. Ishiba schlug auch die gemeinsame Nutzung von US-Atomwaffen in Asien vor.
Bei der Shūgiin-Wahl 2024 verloren die LDP und ihr Juniorpartner Kōmeitō die absolute Mehrheit, blieben jedoch stärkste Kraft im Unterhaus. Anschließend wurde eine Minderheitsregierung, das Kabinett Ishiba II, gebildet. Ishiba wurde am 11. November 2024 mit indirekter Unterstützung der Demokratischen Volkspartei erneut zum Premierminister gewählt. Bei der Sangiin-Wahl am 20. Juli 2025 verlor die Regierungskoalition von Ishiba auch ihre Mehrheit im Oberhaus. LDP und Kōmeitō erhielten 47 Sitze und verfehlten damit die für eine Mehrheit erforderlichen 50 Sitze im Oberhaus. Grund für das schlechte Ergebnis war die Unzufriedenheit der Wähler mit den steigenden Preisen und der Einwanderungspolitik.